# مكتبة جرينلاند الوطنية
مكتبة جرينلاند الوطنية هي مكتبة جرينلاند الوطنية والعامة، وتقع في العاصمة نوك، و بهذا هي أكبر مكتبة في البلاد، وهي مكرسة للحفاظ على التراث الثقافي والتاريخي الوطني.

## المجموعات
المكتبة منقسمة بين المكتبة العامة التي تقع في وسط مدينة نوك و من إليمارفيك  الموجود في جامعة جرينلاند في حي نوسوك.

في 1 يناير 2008، أصبح يوجد 324 83 مقال وكتاب و وثيقة في قاعدة بيانات المكتبة.

## روابط خارجية
- الموقع الرسمي
- الموقع الرسمي لقسم إليمارفيك

قالب:بوابة علم المكتبات والمعلومات